# Mistrovství Asie ve fotbale 1976
Mistrovství Asie ve fotbale 1976 bylo šesté mistrovství pořádané fotbalovou asociací AFC. Vítězem se stala Íránská fotbalová reprezentace, která tak získala třetí titul v řadě.

## Kvalifikované týmy
Hlavní článek: Kvalifikace na Mistrovství Asie ve fotbale 1976
- Írán (hostitel)
- Čína
- Irák
- Kuvajt
- Malajsie
- Jižní Jemen

## Základní skupiny

### Skupina A
| Tým      | Z | V | R | P | VG | IG | +/- | B |
| -------- | - | - | - | - | -- | -- | --- | - |
| Kuvajt   | 2 | 2 | 0 | 0 | 3  | 0  | +3  | 4 |
| Čína     | 2 | 0 | 1 | 1 | 1  | 2  | −1  | 1 |
| Malajsie | 2 | 0 | 1 | 1 | 1  | 3  | −2  | 1 |

| 3. června 1976              |     |          |                             |
| Kuvajt                      | 2:0 | Malajsie | Bagh Shomal Stadium, Tabriz |
| Al-Anberi 10' Al-Dakhil 42' |     |          | Bagh Shomal Stadium, Tabriz |

| 5. června 1976  |     |            |                             |
| Čína            | 1:1 | Malajsie   | Bagh Shomal Stadium, Tabriz |
| Wang Jilian 58' |     | Dahari 50' | Bagh Shomal Stadium, Tabriz |

| 7. června 1976 |     |      |                             |
| Kuvajt         | 1:0 | Čína | Bagh Shomal Stadium, Tabriz |
| Kamel 1'       |     |      | Bagh Shomal Stadium, Tabriz |

### Skupina B
| Tým         | Z | V | R | P | VG | IG | +/- | B |
| ----------- | - | - | - | - | -- | -- | --- | - |
| Írán        | 2 | 2 | 0 | 0 | 10 | 0  | +10 | 4 |
| Irák        | 2 | 1 | 0 | 1 | 1  | 2  | −1  | 2 |
| Jižní Jemen | 2 | 0 | 0 | 2 | 0  | 9  | −9  | 0 |

| 3. června 1976         |     |      |                                                                              |
| Írán                   | 2:0 | Irák | Aryamehr Stadium, Teherán diváci: 50 000 rozhodčí: Marijan Raus (Jugoslávie) |
| Nouraei 45' Roshan 58' |     |      | Aryamehr Stadium, Teherán diváci: 50 000 rozhodčí: Marijan Raus (Jugoslávie) |

| 5. června 1976  |     |             |                           |
| Irák            | 1:0 | Jižní Jemen | Aryamehr Stadium, Teherán |
| Kadhim Waal 84' |     |             | Aryamehr Stadium, Teherán |

| 7. června 1976                                                       |     |             |                                                                         |
| Írán                                                                 | 8:0 | Jižní Jemen | Aryamehr Stadium, Teherán diváci: 10 000 rozhodčí: Akram Ul Haq (Indie) |
| Azizi 17', 73' Nouraei 40', 42' Khorshidi 45' Mazloumi 63', 74', 80' |     |             | Aryamehr Stadium, Teherán diváci: 10 000 rozhodčí: Akram Ul Haq (Indie) |

## Play off

### Semifinále
| 10. června 1976             |              |                                        |                           |
| Kuvajt                      | 3:2 (prodl.) | Irák                                   | Aryamehr Stadium, Teherán |
| Ibrahim 11' Kamel 77', 100' |              | Sabah Abdul-Jalil 46' Falah Hassan 85' | Aryamehr Stadium, Teherán |

| 10. června 1976            |              |      |                                                                     |
| Írán                       | 2:0 (prodl.) | Čína | Aryamehr Stadium, Teherán diváci: 60 000 rozhodčí: Asami (Japonsko) |
| Khorshidi 100' Roshan 119' |              |      | Aryamehr Stadium, Teherán diváci: 60 000 rozhodčí: Asami (Japonsko) |

### O 3. místo
| 13. června 1976 |     |            |                           |
| Irák            | 0:1 | Čína       | Aryamehr Stadium, Teherán |
|                 |     | He Jia 61' | Aryamehr Stadium, Teherán |

### Finále
| 13. června 1976 |     |        |                                                                             |
| Írán            | 1:0 | Kuvajt | Aryamehr Stadium, Teherán diváci: 100 000 rozhodčí: Jean Dubach (Švýcarsko) |
| Parvin 71'      |     |        | Aryamehr Stadium, Teherán diváci: 100 000 rozhodčí: Jean Dubach (Švýcarsko) |